# John Corigliano
John Corigliano (New York, 16 febbraio 1938) è un compositore statunitense di musica contemporanea.

## Biografia
Italo-americano di origine, Corigliano proviene da una famiglia di musicisti. Suo padre fu per 23 anni Concertmaster della New York Philharmonic, e sua madre suonava il pianoforte. Ha studiato composizione alla  Columbia University e alla Manhattan School of Music.
Corigliano ha studiato con Otto Luening, Vittorio Giannini, e Paul Creston, ed è stato a sua volta insegnante di Eric Whitacre, Elliot Goldenthal, Avner Dorman, Mason Bates, Jefferson Friedman.
La maggior parte del lavoro di Corigliano è dedicata alla musica sinfonica orchestrale; in questo genere, il compositore ha impiegato una gran varietà di stili, qualche volta perfino differenziati all'interno della stessa opera, cercando di rendere il suo lavoro accessibile a un pubblico relativamente vasto.
Ha composto tre sinfonie (per orchestra, orchestra d'archi, e banda musicale), concerti per clarinetto, flauto, violino, oboe, pianoforte, colonne sonore per film, varie musiche da camera (incluso un quartetto d'archi) e un'opera lirica, I fantasmi di Versailles.
Nel 1982 avviene la prima esecuzione assoluta nel Dade County Auditorium di Miami di "Summer Fanfare" per orchestra di sua composizione diretto da Sir Neville Marriner.
Nel 1991 è stato premiato con il Grawemeyer Award per la sua Sinfonia No. 1  dedicata sinfonia alla commemorazione delle persone scomparse a seguito della crisi dell'Aids, molte delle quali amici ed amanti.

Nel 2001 ha ricevuto il Premio Pulitzer per la musica per la sua Sinfonia n. 2 per orchestra d'archi. La sua musica per il film Il violino rosso ha vinto un Premio Oscar per la miglior colonna sonora. Nel 2003 ha fuso ed ampliato questa composizione nel suo primo Concerto per violino. Sempre nel 2003 c'è stata la prima esecuzione assoluta di Mr. Tambourine Man: Seven Poems of Bob Dylan con il soprano Hila Plitmann, e la Minnesota Orchestra diretta da Robert Spano a Minneapolis.
Corigliano ha composto diverse opere su testi a tematica omosessuale, ivi inclusi sonetti omoerotici di Michelangelo Buonarroti. Corigliano è dichiaratamente gay e sposato con Mark Adamo dal 2008.

## Principali opere
- 1963: Sonata per violino e pianoforte, premio Festival di Spoleto
- 1987: Campane di Ravello, dedicato a Georg Solti
- 1991: Sinfonia No. 1
- 1991: I fantasmi di Versailles (The Ghosts of Versailles), opera in due atti che ha debuttato al Metropolitan Opera di New York nel 1991 con Teresa Stratas, Marilyn Horne e Renée Fleming
- 1999: Red Violin Caprice per violino solo
- 2001: Sinfonia No. 2
- 2003: Concerto per violino
- 2004: Sinfonia n. 3 "Circo Massimo", scritta per orchestra di fiati con pianoforte, arpa e percussioni, con un fucile a salve per lo sparo di chiusura dell'opera
- 2003: Mr. Tambourine Man: Seven Poems of Bob Dylan Versione per soprano ed orchestra  - Grammy Award alla miglior composizione di musica contemporanea 2008

### Colonne sonore
- 1999: Il violino rosso - Joshua Bell/Philharmonia Orchestra/Esa-Pekka Salonen, 1998 SONY BMG - Oscar alla migliore colonna sonora 1999
- 1985: Revolution
- 1981: Stati di allucinazione